# Klínovec
Klínovec (en allemand Keilberg, voire plus rarement aussi Sonnenwirbel) est une montagne de 1 244 mètres d'altitude et station de sports d'hiver, située près de Oberwiesenthal (Allemagne) et de Jáchymov dans la région de Karlovy Vary, dans l'ouest de la Tchéquie.
Le mont Klínovec est le point culminant des monts Métallifères.

## Toponymie
Les premiers écrits citent le nom de Bartum ou Barton, soit le mont Bertalan. Johannes Mathesius le désigne au XVIe siècle comme Keilberg. Avec la fondation de la Tchécoslovaquie en 1918, la montagne reçoit un deuxième nom, d'abord Klin, puis Klinovec s'imposa pendant la deuxième moitié des années 1920.

## Panorama
Il est possible d'apercevoir Plešivec et Blatenský Vrch depuis le sommet. Depuis la tour, il était possible de contempler les monts Métallifères ainsi qu'une partie importante de la Bohême du Nord. Par beau temps, il est possible d'apercevoir la forêt de Bohême (à 150 km plus au sud), le mont Ještěd à l'est, et la montagne Blanche (Bílá hora, 379 m) située à la périphérie de Prague.

## Histoire
Une tour d'observation de 24 mètres de hauteur fut construite en 1883, qui porte toujours à ce jour le nom Kaiser-Franz-Josephs-Turm. Elle compte 75 marches. Devant l'afflux ininterrompu de touristes, une annexe fut construite 10 ans plus tard pour héberger les visiteurs, puis agrandie successivement pour faire face à la demande sans cesse croissante.
Une station météorologique fut construite au sommet, ainsi qu'une route le reliant à Karlovy Vary. Un tremplin de saut à ski fut également construit en 1922.
Après la Seconde Guerre mondiale, les visiteurs originaires d'Allemagne délaissèrent de fait ce sommet, jusqu'en 1972, date à laquelle les citoyens d'Allemagne de l'Est ne furent plus contraints de posséder un visa pour se rendre en République tchèque.
Délabrée, la tour d'observation du Klínovec fut démolie en octobre 2012. Elle doit être reconstruite de manière similaire d'ici mi-2013. La tour de télévision, haute de 56 mètres, fut construite dans les années 1950 également au sommet, et est quant à elle toujours présente. Elle émet pour les régions de Karlovy Vary et d'Ústí nad Labem.

## Domaine skiable
Une petite station de ski (a été aménagée sur les pentes du mont. Elle est accessible par la route depuis la ville de Jáchymov, puis trois kilomètres plus à l'est de la ville Boží Dar – qui est la plus haute ville d'Europe centrale avec 1 008 m et située à la frontière avec l'Allemagne. Le parking payant du sommet est situé à quelques mètres de l'arrivée du télésiège Dámská. Un parking gratuit de 900 places est disponible au pied de ce même télésiège.
Avec le domaine skiable voisin de Fichtelberg, situé du côté allemand de la frontière et visible depuis ses pentes, Klínovec est le deuxième plus important domaine skiable des monts Métallifères (29,4 km de pistes dont 15,2 km de pistes bleues). De fait, aucune autre station de ski de la région ne dépasse les 7 km de pistes. Son exposition nord lui confère un enneigement sensiblement plus sûr que le domaine de Fichtelberg. Un réservoir artificiel de 12 000 m3 a toutefois été construit en 2011, afin de fournir l'eau nécessaire aux enneigeurs du domaine et assurer un enneigement suffisant malgré l'altitude relativement faible du domaine skiable.
La remontée mécanique principale est le télésiège 4-places débrayable à bulle CineStar Express. Selon la communication officielle de la station, il s'agit en 2013 de la remontée la plus moderne de République Tchèque. Deux autres télésièges 4-places de construction récente complètent l'infrastructure principale, aux extrémités du domaine. Cinq téléskis plus courts sont également en service.
La plus longue piste des monts métallifères (Jachymovská, 2,5 km) y a été tracée sur le versant Sud. Un nouveau télésiège 4-places à bulle y a été construit pour la desservir, il est relié par une étroite route avec la ville de Jáchymov. Fin décembre 2012, il n'est pas encore en service. La dénivelé totale de 426 mètres y sera nettement plus importante que sur le reste du domaine, où elle se limite à 285 mètres maximum. Les pistes de ce secteur sont prévues d'être enneigées automatiquement en cas de manque de neige, ce qui aboutira alors à une couverture de 100 % du domaine par des canons à neige.